# Sant'Eufemia a Maiella
Sant'Eufemia a Maiella est une commune de la province de Pescara, dans la région Abruzzes, en Italie.

## Administration
| Période                                  | Période  | Identité       | Étiquette | Qualité |
| ---------------------------------------- | -------- | -------------- | --------- | ------- |
| 30 mai 2006                              | En cours | Mario Crivelli |           |         |
| Les données manquantes sont à compléter. |          |                |           |         |

### Hameaux
Roccacaramanico, San Giacomo.

### Communes limitrophes
Caramanico Terme, Fara San Martino (CH), Pacentro (AQ), Sulmona (AQ).